# كريمبن آن دن آيسل
كريمبن آن دن آيسل Krimpen aan den IJssel  هي مدينة وبلدية غرب هولندا، في مقاطعة جنوب هولندا.

## طوبوغرافيا
خريطة طوبوغرافية هولندية لبلدية كريمبن آن دن آيسل، يونيو 2015، (تقرأ بعد ثلاث نقرات على الخريطة).

## أعلام
- جوست بيتر كاتون